# 小林柚香
小林 柚香（こばやし ゆうか、1997年〈平成9年〉11月26日- ）は、日本の女優。 福島県出身。ヴィヴィアン所属。

## 出演

### テレビドラマ
- 呼び出し先生タナカ 再現ドラマ（2024年、フジテレビ）
- モンスター（2024年11月4日、カンテレ） - 街コン参加者 役

### 映画
- リベンジgirl （2017年、三木康一郎監督）   - 観客 役
- 3D彼女リアルガール（2018年、英勉 監督）
- ラ （2019年、 高橋朋広 監督） - 観客 役
- KAPPEI（2022年、 平野隆 監督） - 女子高生 役

### 舞台
- AUBE GIRL'S STAGE
  - 第7回公演「サイバーガール〜あるいは寛容論について〜」 - 北村結菜 役（2021年6月30日～7月4日　ザ・ポケット）
  - 第11回公演「サイバーガール2〜カリスマになれないもう一人の天才〜」 - 一宮陽葵 役（2022年11月2日～6日　ザ・ポケット）

### 雑誌
- マスセット カタログ（2020年）
- Ray2.3月合併号（2020年）

### MV
- 井上苑子 「踏み出す一歩が僕になる」（2018年）

### その他
- 全力坂 インフォマーシャル（2021年、テレビ朝日）
- ゴーちゃん。lab．井田ラボラトリーズ篇（2021年、テレビ朝日）
- Daiei公式YouTubeチャンネル「トップバリュ女子会＃4」（2021年）
- ジョッキー学力テスト（2022年）